# Cryptophora
Cryptophora är ett släkte av tvåvingar. Cryptophora ingår i familjen puckelflugor.
Kladogram enligt Catalogue of Life:
| Cryptophora | \| \| Cryptophora coeca \| \| \| \| \| \| Cryptophora colombiae \| \| \| \| |
|             | \| \| Cryptophora coeca \| \| \| \| \| \| Cryptophora colombiae \| \| \| \| |
|             | Cryptophora coeca                                                           |
|             |                                                                             |
|             | Cryptophora colombiae                                                       |
|             |                                                                             |